# Вероніка Кастро
Вероніка Кастро (ісп. Verónica Castro; нар. 19 жовтня 1952, Мехіко) — мексиканська акторка, співачка і телеведуча.
Неодружена, її двоє синів, це відомий латиноамериканський співак і композитор Крістіан Кастро (нар. 1974) і Мішель Кастро (нар.1984). Є сестрою режисера серіалів Хосе Альберто Кастро. У колишньому СРСР стала відомою завдяки головним ролям у серіалах «Багаті теж плачуть» та «Дика роза».

## Біографія
Майбутня зірка народилася 19 жовтня 1952 року в Мехіко. Родина Вероніки була досить бідною, а після розлучення батьків жити стало ще важче. Мама — Соккоро Кастро — на свою невелику зарплату секретаря утримувала чотирьох дітей: у Веро два брати і сестра.
Довгі роки родина жила в невеликому будинку на вулиці Донато Ґерри, де, за словами Вероніки, залишилися її дитячі мрії. А вона завжди хотіла стати акторкою. Але грошей було так мало, що доводилося розраховувати тільки на диво.
Щоправда, дівчинка й сама була дивом. Ще в початковій школі вона брала участь у всіх фестивалях, де танцювала і читала вірші. Ученицею вона була не дуже старанною, але це не впливало на оцінки. Багато часу Вероніка присвячувала спорту, особливо тенісу, весь час репетирувала балетні па, допомагала шукати костюми до шкільних вистав.
У 12-річному віці її обрали Королевою Весни. «Це було потрясінням. Мені стало зрозуміло, що я обов'язково стану актрисою», — згадує Веро.
Недалеко від будинку, де проживало сімейство Кастро, збиралися представники різних політичних партій, тут продавалися газети, проходили мітинги. Одного разу Вероніка познайомилася з депутатом Луїсом Бартілоті, а через нього з Андресом Солером — дуже впливовим діячем кінематографу і керівником Театральної академії. Набравшись сміливості, дівчина звернулася до нього з проханням. «Я хотіла, щоб він став моїм хрещеним батьком. І попросила про послугу: дати мені стипендію», — згадує Вероніка. На іспиті Солер прийшов у захват. Вона отримала стипендію не тільки для себе, а й для сестри Беатріс.
Отже, вона стала вчитися. Однак треба було думати про те, як допомагати родині. В ті роки в Мексиці були дуже популярні фотоновели — брошурки, де на кожній сторінці під фотографіями містилися написи з двох-трьох речень. Вероніка з радістю взялася за цю роботу — з дозволу мами, звичайно.
До речі, саме тоді вона й познайомилася зі своїм майбутнім партнером — Рохеліо Ґеррою, що зіграв Луїса Альберто в серіалі «Багаті теж плачуть».
Паралельно зі зйомками у фотоновелах майбутня зірка продовжує шукати й інші можливості появи на публіці. Їй пощастило потрапити в телепрограму «Ха-ха», яку вів відомий комік Мануель Вальдес: красуня Веро привернула увагу комедіанта, і він із радістю прийняв її на роботу. Вероніка почала працювати над технікою мови, ставити голос, займатися співом. Примудрилася отримати диплом диктора і стала вести програми на радіо.
У 16 років вона з'явилася оголеною на фотографіях у мексиканському журналі «Caballero». Її кар'єра різко змінилася після зйомок у телесеріалі «Багаті теж плачуть». Цей серіал став успішним у Латинській Америці, Іспанії, Франції, Італії, Росії, Китаї і на Філіппінах. Два роки потому вона зіграла головну роль у серіалі «Право на народження». У 1987 році її кар'єра ще раз зробила виток, коли вона зіграла головну роль у серіалі «Дика роза». Основна пісня цього серіалу, яка також називається «Rosa salvaje» (в перекладі з іспанської Дика троянда), стала її хітом № 1.
З 1990-х років вона веде різні шоу-програми.
Вона ніколи не виходила заміж, а її особисте життя завжди слугувало предметом для пліток і пересудів. Її старший син Крістіан є молодіжним кумиром у Латинській Америці і США. Одружився з Габріеллою Бо (розлучення), потім із Валерією Ліберман. Через що посварився з матір'ю. Про те, що у Крістіана та Валерії народилася дочка Симона (нар. 18 червня 2005), Вероніка дізналася з газет.
У 1992 році Вероніка Кастро вперше відвідала Москву на запрошення президента Росії Бориса Єльцина.
Наприкінці літа 2010 року, через 18 років з часу свого першого візиту, Вероніка знову відвідала Москву, щоб взяти участь у програмі «Хвилина слави» як член журі, де вона виконала заголовну пісню до теленовели «Багаті теж плачуть».

## Дискографія
- Sensaciones (1978)
- Aprendí a Llorar (1979)
- Norteño (1980)
- Cosas de Amigos (дует з Крістіаном Кастро) (1981)
- El Malas Mañas (1982)
- Sábado en la Noche Tiki-Tiki (1982)
- Tambien Romantica (1983)
- Hermano Cantare, Cantaras (1985)
- Esa Mujer (1986)
- Simplemente Todo (1986)
- Maxi Disco (El Remix de Macumba) (1986)
- Reina de la Noche (1987)
- Maxi Disco (диско-версія Reina de la Noche) (1988)
- Mamma Mia (1988)
- Viva La Banda (1990)
- Mi Pequeña Soledad (1990)
- Solidaridad (1990)
- Rap de La Movida (1992)
- Romanticas Y Calculadoras (1992)
- Vamonos al Dancing (1993)
- La Mujer del Año (Obra de Teatro) (1995)
- De Colección (1996)
- La Tocada (1997)
- Ave Vagabundo (1999)
- Imágenes (2002)
- Por esa Puerta (2005)

## Фільмографія

### Фільми
- La recogida (1972)
- Cuando quiero llorar no lloro (1972)
- La fuerza inútil (1972)
- El arte de engañar (1972)
- El ausente (1972)
- Un sueño de amor (1972)
- Bikinis y rock (1972)
- Mi mesera (1973)
- Novios y amantes (1973)
- 1973 :  / (Volveré a nacer) — Марія
- El primer paso ... de la mujer (1974)
- Acapulco 12-22 (1975)
- Guadalajara es México (1975)
- Nobleza ranchera (1977)
- 1979 : «Хлопчик і тато»[es] / (El niño y el Papa) — Алісія Родрігес; Гвадалупе
- 1985 : «Нана»[es] / (Naná) — Сатана
- Johnny Chicano (1981)
- Navajeros (1981) в ролі Тоні
- Chiquita pero picosa (1986) в ролі Флорінди Бенетес / Флор
- El ausente (1989)
- Dios se lo pague (1990)

### Серіали
- No creo en los hombres (1969)
- El amor tiene cara de mujer (1971)
- El edificio de enfrente (1972)
- Barata de primavera (1975) в ролі Карини Лабради
- Mañana será otro día (1976) в ролі Габріели
- Pasiones Encendidas (1978) в ролі Марти
- 1979 : Багаті теж плачуть / (Los ricos también lloran) — Маріана Вілльяреаль
- Право на народження (El derecho de nacer) (1981) в ролі Марії Єлени
- Verónica: El rostro del amor (1982) в ролі Вероніки
- Cara a cara (1983) в ролі Лаури
- Іоланда Лухан (Yolanda Luján) (1984) в ролі Іоланда Лухан
- Felicidad, ¿dónde estás? (1985) в ролі Каріни
- Заборонена любов (Amor prohibido) (1986) в ролі Нори
- 1987 : «Дика роза» / (Rosa salvaje) — Роза
- 1990 : Моя маленька Соледад / (Mi pequeña Soledad)  — Ісадора; Соледад
- Валентина (1993) в ролі Валентини Ізабель Монтеро / Валентини де лос Анхелес
- Пекло в маленькому містечку (Pueblo chico, infierno grande) (1997) в ролі Леонардо Руан
- Código Postal (2006) в ролі Беатріс
- Дім квітів / (La casa de las flores) (2018) в ролі Вірхінії Агірре де ла Мора